# Píer de Iemanjá

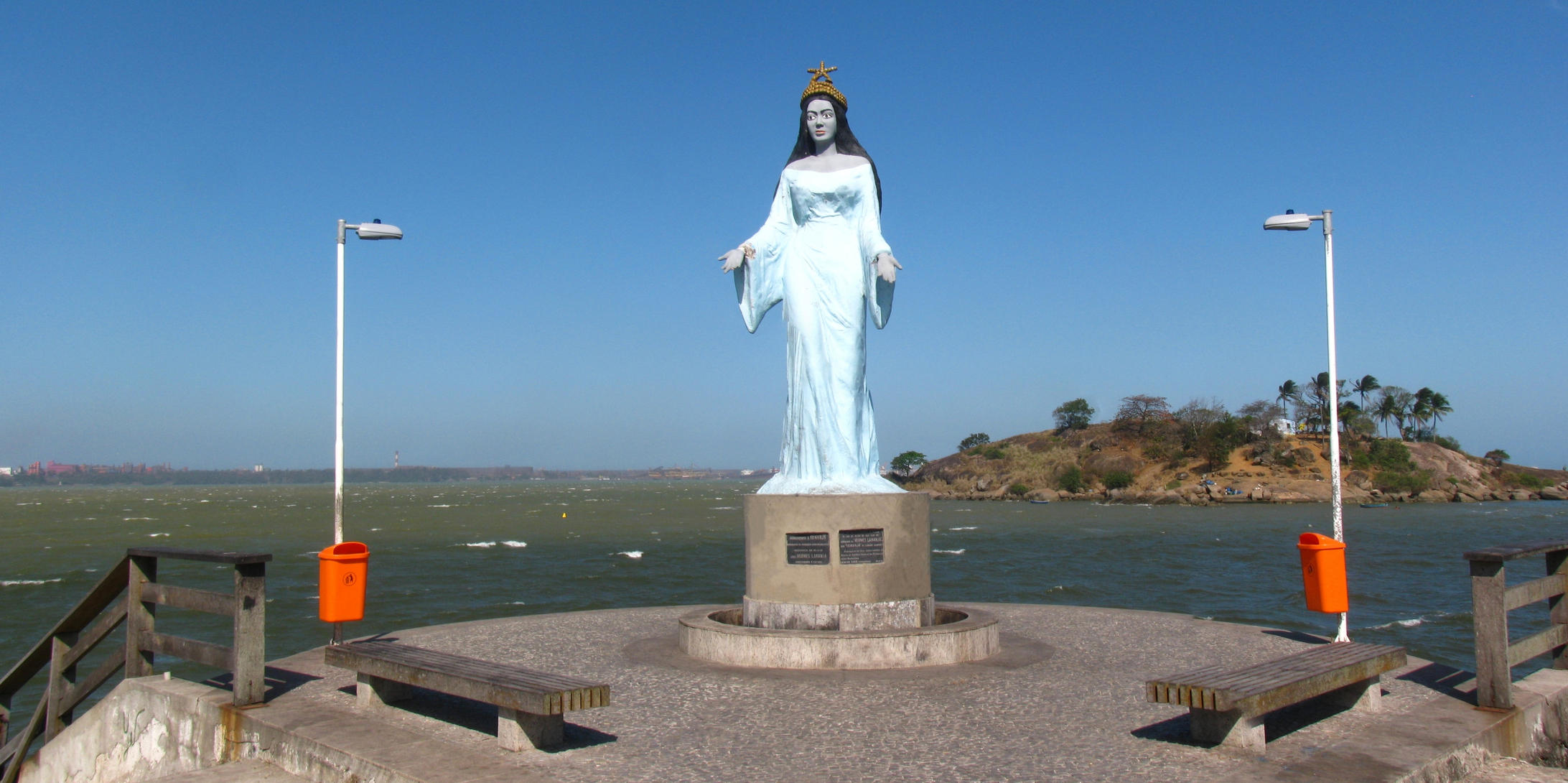
Imagem de Iemanjá ao final do Píer.

O Píer de Iemanjá (português brasileiro) ou Molhe de Iemanjá (português europeu) é um ponto turístico localizado na parte continental da cidade de Vitória, capital do Espírito Santo. É um local de frente para mar de aproximadamente 350 metros de extensão, com largura variando entre 4,70 metros e 4,10 metros, onde está instalada a estátua de Iemanjá, divindade da religião umbandista.
O local foi idealizado para atenuar problemas de erosão na praia de Camburi originados por aterros realizados no Porto de Tubarão, localizado ao final da orla da praia. O monumento é considerado um espaço para a comunidade espírita capixaba e símbolo da identidade afro-brasileira presente no Espírito Santo, a estátua foi construída em concreto armado e foi inaugurada no dia dois de fevereiro de 1988.

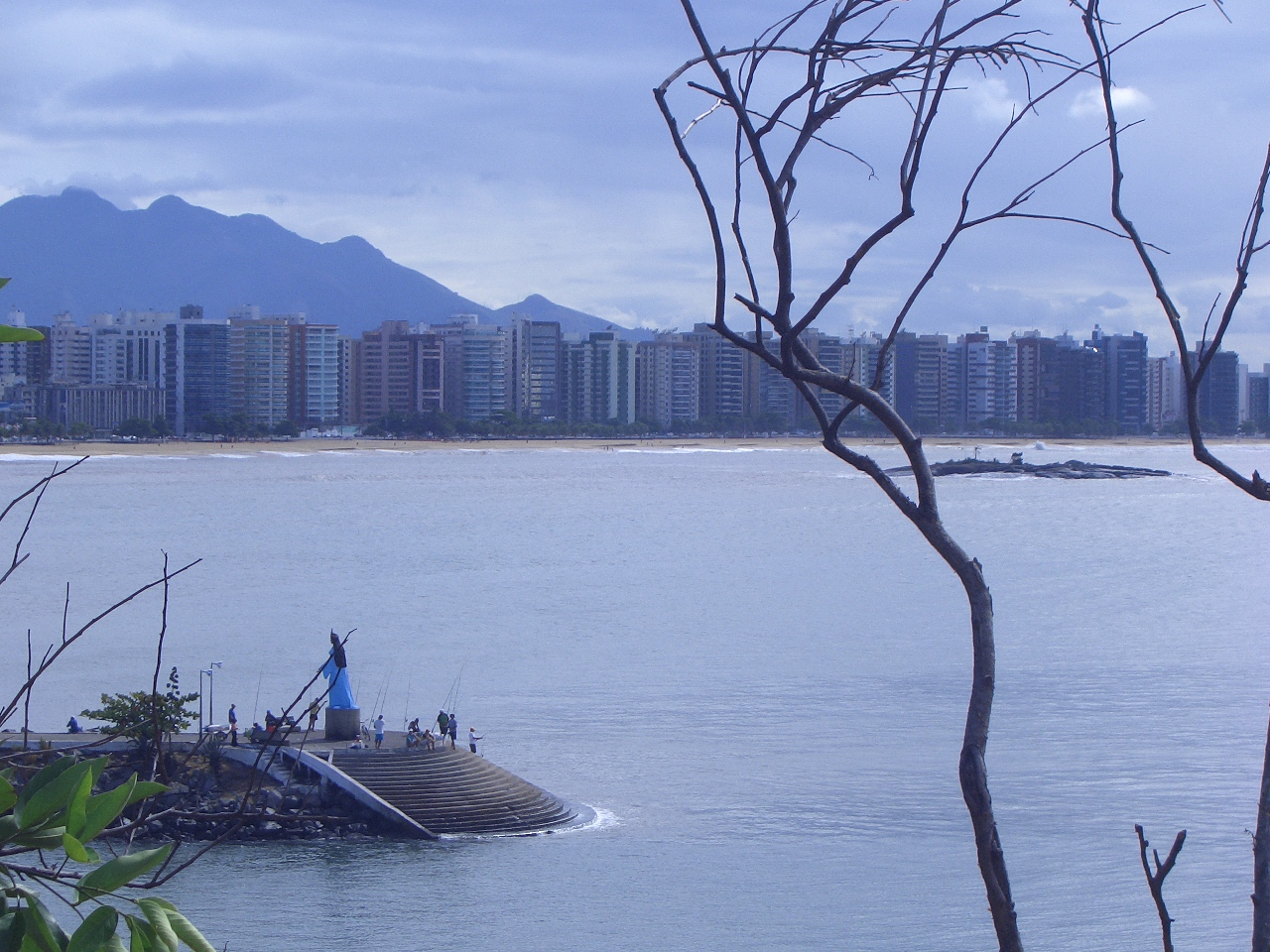
Píer de Iemanjá e praia de Camburi.

Recentemente passou por obras de revitalização, foram instalados mirantes dos dois lados do píer, bancos para descanso, piso em pedra portuguesa limitado nas laterais por uma faixa de granizo cinza e um velatório junto ao pedestal da imagem.
É um local muito utilizado para pesca, devoção religiosa, caminhada e observação das tartarugas marinhas no litoral capixaba. 